# Andreas Althamer
Pour les articles homonymes, voir Althamer et Altheimer.
Andreas Althamer ou Andreas Altheimer (vers 1500 à Brenz, mort vers 1539 à Ansbach) est un théologien protestant allemand.

## Biographie
Althamer étudie après une scolarité à Augsbourg dans les universités de Leipzig et de Tübingen. Après ses études, il devient professeur à Halle (Saale), Schwäbisch Hall et Reutlingen. En 1524, il est prêtre à Schwäbisch Gmünd, où il veut introduire la Réforme protestante. Il publie un premier écrit sur le mariage. Mais il n'est pas validé par le conseil de la commune.
En 1525, il est révoqué pour sa croyance protestante et se rend à l'université de Wittemberg pour échapper aux poursuites de la ligue de Souabe. Il devient un étudiant en théologie auprès de Martin Luther. Au cours de l'été 1526, il est à Nuremberg, où il écrit. Quand Althamer devient pasteur à Eltersdorf au printemps 1527, il complète son Diallage où il s'oppose au baptiste Hans Denck.
Diacre de l'église Saint-Sébald de Nuremberg, il participe à la dispute théologique de Berne en janvier 1528. En mai, il est nommé sur la recommandation de Lazarus Spengler par le margrave Georges de Brandebourg-Ansbach pasteur de la ville d'Ansbach. Avec Johann Rurer, il mène la visitation et écrit aussi un catéchisme. Il établit des synodes dans la Franconie et met en application l'ordonnance d'église de Brandebourg-Ansbach de 1533.
Il est invité en 1537 par Jean de Brandebourg-Küstrin pour imposer la Réforme dans la Nouvelle Marche. Il meurt peu avant la convention de Nuremberg à laquelle il devait participer.

## Source, notes et références
- (de) Cet article est partiellement ou en totalité issu de l’article de Wikipédia en allemand intitulé « Andreas Althamer » (voir la liste des auteurs).